# 鲍伊科·卡罗伊
鲍伊科·卡罗伊（匈牙利語：Bajkó Károly，1944年8月1日—1997年6月9日），匈牙利男子摔跤运动员。他曾代表匈牙利参加1964年、1968年和1972年夏季奥林匹克运动会摔跤比赛，共获得二枚铜牌。